# Hope (Derbyshire)
Hope – wieś w Anglii, w hrabstwie Derbyshire, w dystrykcie High Peak. Leży 51 km na północ od miasta Derby i 232 km na północny zachód od Londynu. Miejscowość liczy 900 mieszkańców.